# 5973 Takimoto
5973 Takimoto eller 1991 QC är en asteroid i huvudbältet som upptäcktes den 17 augusti 1991 av den japanska astronomen Satoru Otomo i Kiyosato. Den är uppkallad efter japanen Daisuke Takimoto.
Asteroiden har en diameter på ungefär 7 kilometer.